# Ordine della Doppia croce bianca
L'ordine della Doppia croce bianca è il più alto degli ordini cavallereschi concessi dal governo della Slovacchia.

## Storia
L'ordine venne fondato il 2 febbraio 1994 per celebrare coloro che si fossero distinti a favore della Repubblica Slovacca ed avessero servito lo stato con straordinaria fedeltà sotto l'aspetto civile o militare. L'ordine è dedicato alla "doppia croce bianca", simbolo nazionale della Slovacchia.

## Classi
L'ordine dispone delle seguenti classi di benemerenza:
- Membro di I classe
- Membro di II classe
- Membro di III classe

| Insegne              | Insegne             | Insegne            |
| -------------------- | ------------------- | ------------------ |
|                      |                     |                    |
| Nastri               |                     |                    |
| Membro di III classe | Membro di II classe | Membro di I classe |

## Insegne
- La placca dell'ordine consiste in una stella d'oro caricata in centro di uno scudo rosso riportante una doppia croce bianca.
- Il nastro è blu con una striscia rossa al centro, caricata di uno scudo con doppia croce bianca circondata da una corona d'alloro di diverso colore a seconda del grado (oro per la I classe, argento per la II classe e bronzo per la III classe).

## Insigniti notabili di I classe
- Máxima dei Paesi Bassi (2023)
- Guglielmo Alessandro dei Paesi Bassi (2023)
- Katerina Sakellaropoulou (2022)
- Alexander Van der Bellen (2019)
- Frank-Walter Steinmeier (2017)
- Alberto II di Monaco (2017)
- Klaus Iohannis (2016)
- Margherita II di Danimarca (2012)
- Harald V di Norvegia  (2010)
- Elisabetta II del Regno Unito (2008)
- Nursultan Nazarbaev (2007)
- Sofia di Grecia (2007)
- Ján Bulík (2007)
- Beatrice dei Paesi Bassi (2007)
- Tassos Papadopoulos (2007)
- Giorgio Napolitano (2007)
- Rudolf Vrba (2007)
- Donald Johnston (2006)
- Arnold Rüütel (2005)
- Tarja Halonen (2005)
- Heliodor Píka (2004)
- Günter Verheugen (2004)
- Carlo XVI Gustavo di Svezia (2002)
- Enrico di Lussemburgo (2002)
- Juan Carlos I di Spagna (2002)
- Oscar Luigi Scalfaro (1997)
- Angelo Sodano (1997)
- Jozef Tomko (1995)